# Hiatari ryōkō!
 (avril 2011).
Si vous disposez d'ouvrages ou d'articles de référence ou si vous connaissez des sites web de qualité traitant du thème abordé ici, merci de compléter l'article en donnant les références utiles à sa vérifiabilité et en les liant à la section « Notes et références ».
Hiatari Ryōkō! (陽あたり良好!) est un manga japonais en cinq volumes de Mitsuru Adachi créé en 1980. Il a aussi été adapté en drama en 1982 ainsi qu'en anime en 1987. Il paraît en France en 2025.

## Synopsis
Il raconte l'histoire de Kasumi, une jeune fille qui s'installe dans la pension de famille tenue par sa tante ayant quatre locataires (mais avec des caractéristiques différentes) pour suivre ses études. Le design des personnages principaux rappelle énormément celui des héros de Touch, un autre manga de Mitsuru Adachi qui met lui aussi en scène le baseball. Toutefois, Hiatari Ryōkō! est antérieur à Touch.

## Drama
Elle a été diffusée en 19 épisodes de 54 minutes du 21 mars au 19 septembre 1982 sur NTV.

### Distribution
- Takayuki Takemoto : Takasugi Yusaku
- Sayaka Itô : Kishimoto Kasumi
- Kôji Tanaka : Miki this Shin
- Mizushima Satoshi : Ariyama Takashi
- Tatsuya Matsuda : Eyed Makoto
- Kiuchi Midori : Mizusawa Chigusa

## Série animée:Une vie nouvelle
Le manga a été adapté en série animée de 48 épisodes de 30 minutes diffusée du 22 mars 1987 au 20 mars 1988 sur Fuji TV, parue en France sous le titre Une vie nouvelle.

## Voix japonaise
- Yumi Morio : Kasumi Kishimoto
- Yūji Mitsuya : Yuusaku Takasugi
- Kobuhei Hayashiya : Takashi Ariyama
- Kaneto Shiozawa : Shin Mikimoto
- Katsuhiro Nanba : Makoto Aido
- Kazue Komiya : Chigusa Mizusawa
- Kazuhiko Inoue : Katsuhiko Muraki
- Hiromi Tsuru : Keiko Seki
- Hirotaka Suzuoki : Masato Seki
- Eriko Senbara : Taisuke
- Miina Tominaga : Maria Ohta
- Shigeru Chiba : Shinichiro Ohta
- Hideyuki Tanaka : Sakamoto

## Voix française
- Laurence Crouzet : Béatrice Rousseau
- Thierry Wermuth : Rodrigue
- Sylvie Feit : Tante Hélène
- Daniel Rivière : Hubert
- Alain Courivaud : Maurice
- Gérard Malabat : Hervé
- Maurice Decoster : Stéphane
- Marie-Christine Robert : Cathy
- Pascal Renwick : Patrice
- Béatrice Bruno : Maria